# 皮埃尔·尚邦
皮埃尔·尚邦（法語：Pierre Chambon，法語發音：[pjɛʁ ʃɑ̃bɔ̃]；1931年2月7日—）是法国斯特拉斯堡的遗传、细胞和分子生物学研究所的创始人，出生于法国米卢斯。他利用基因的克隆和测序技术破译真核生物基因的结构和它们的监管模式。他的主要科学贡献包括RNA聚合酶II（B）、转录控制元件的识别、核激素受体的克隆和解剖等，揭示了它们的结构和促进人的生理运作的方式。他的大部分工作於20世纪70至90年代完成。